# Rävala puiestee
Le boulevard Rävala (en estonien : Rävala puiestee), de 1950 à 1991 boulevard Lénine (en estonien : Lenini puiestee) est une rue Tallinn en Estonie,,,.

## Présentation
Rävala puistee traverse les trois quartiers de Südalinn, Sibulaküla et Maakri de l'arrondissement Kesklinn.
Rävala puiestee commence à l'intersection de Liivalaia tänav, puis elle croise les rues Tornimäe tänav, Kivisilla tänav, Ants Laikmaa tänav, Kaubamaja tänav, Ants Lauteri tänav, Teatri väljak, Lembitu tänav, Krooni tänav et Kentmanni tänav.
Elle se termine en croisant Tatari tänav après un parcours de 866 mètres.

## Bâtiments de la rue
- Rävala puiestee 2, Kivisilla 8 - Immeuble de bureaux[7].
- Ravala puiestee 3 - Radisson Collection Tallinn
- Rävala puiestee 4, Laikmaa 15 - Maison de l'Union européenne (et)[7]
- Rävala puiestee 5 - Immeuble de bureaux
- Rävala puiestee 6 - Immeuble de bureaux[7]
- Rävala puiestee 7 - Immeuble résidentiel
- Rävala puiestee 8 - Maison des créateurs (et)
- Rävala pst 9, place d'Islande 1 - Ministère des Affaires étrangères[7]
- Rävala puiestee 10, Teatri väljak 5 - Bibliothèque académique de l'Université de Tallinn
- Rävala puiestee 11-13-15 - Maison des scientifiques
- Rävala puiestee 12, Estonia puiestee 9 - Solarise keskus
- Rävala puiestee 14, Bâtiment du Ministère de la Défense
- Tatari tänav 13, Rävala puiestee 16, Académie estonienne de musique et de théâtre
- Rävala puiestee 19, Merko maja, immeuble résidentiel[7].

## Transports
Les lignes de bus n° 2 et 15 empruntent la rue.

## Galerie

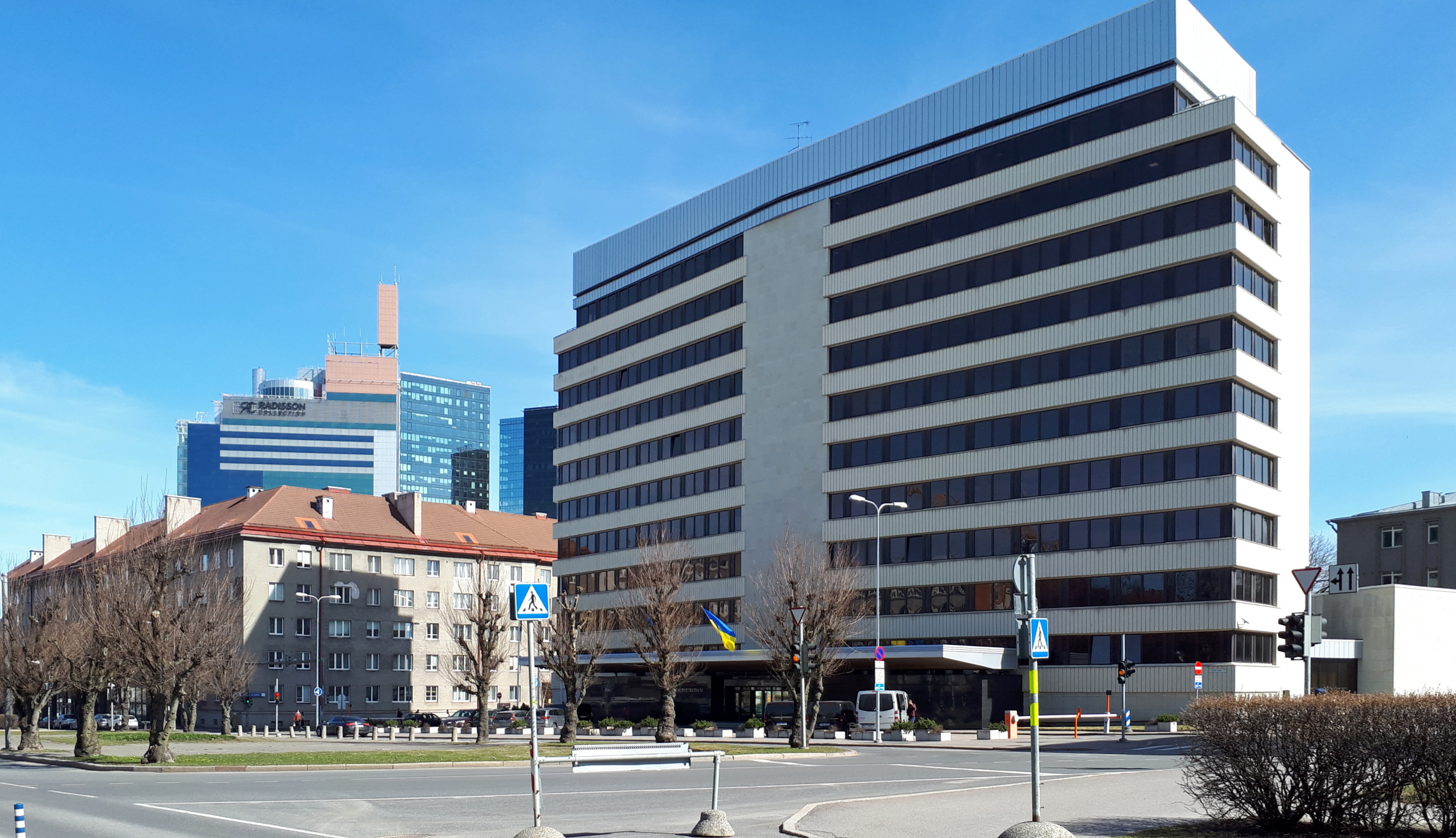
Intersection du boulevard Rävala et de la rue Lembitu. Bâtiment du ministère des Affaires étrangères.
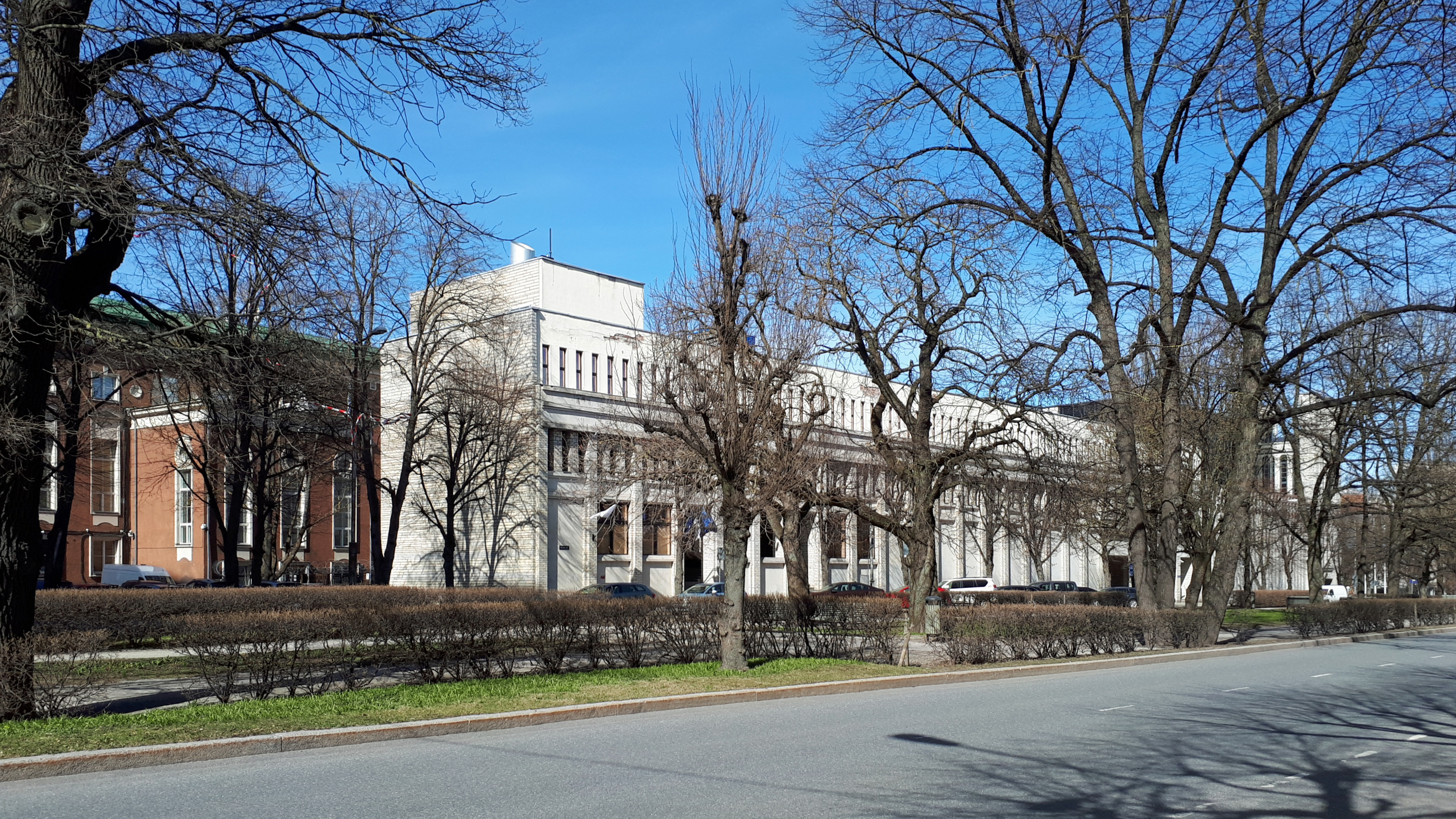
Boulevard Rävala en avril 2022.
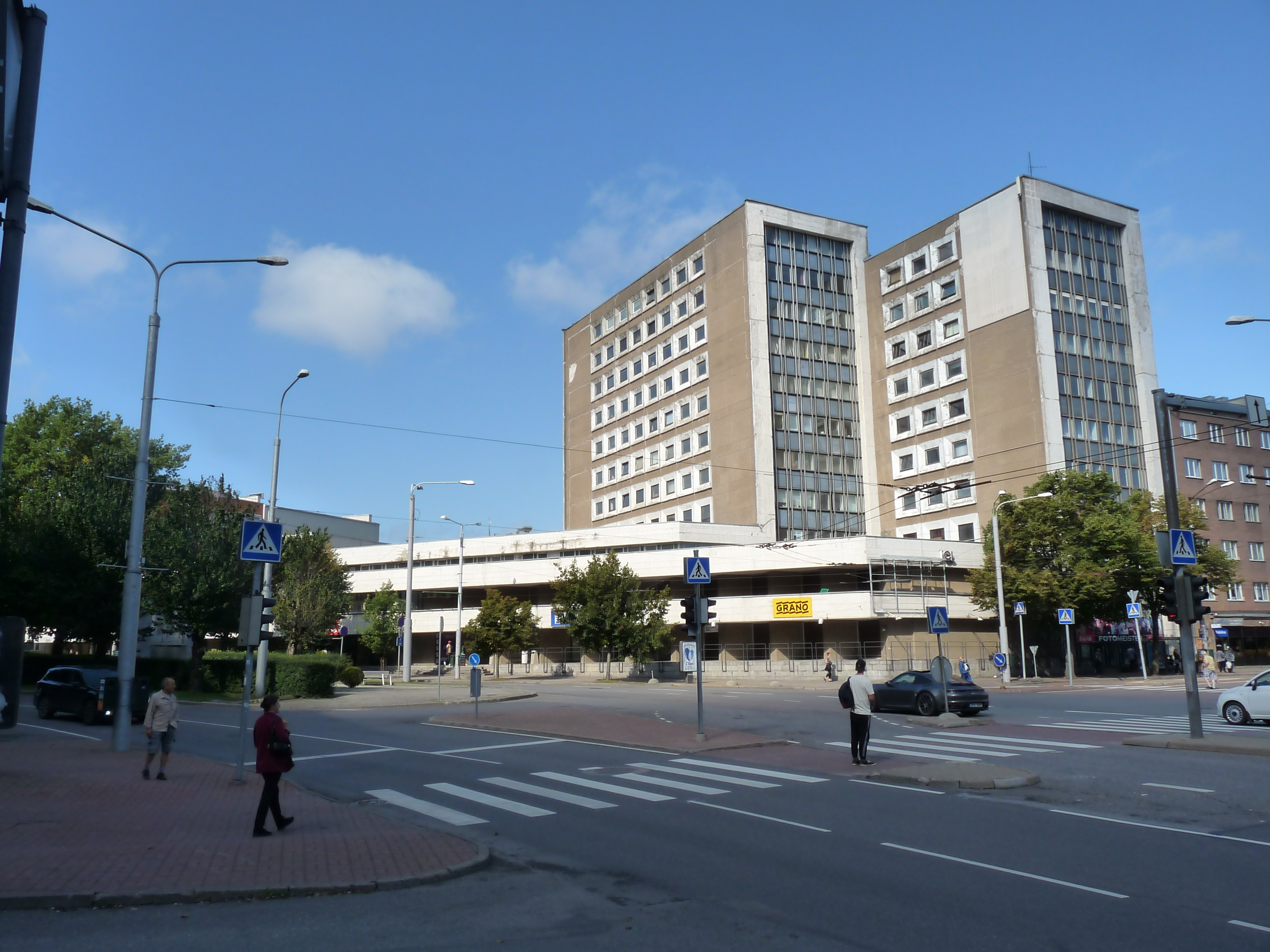
Rävala puiestee 8.

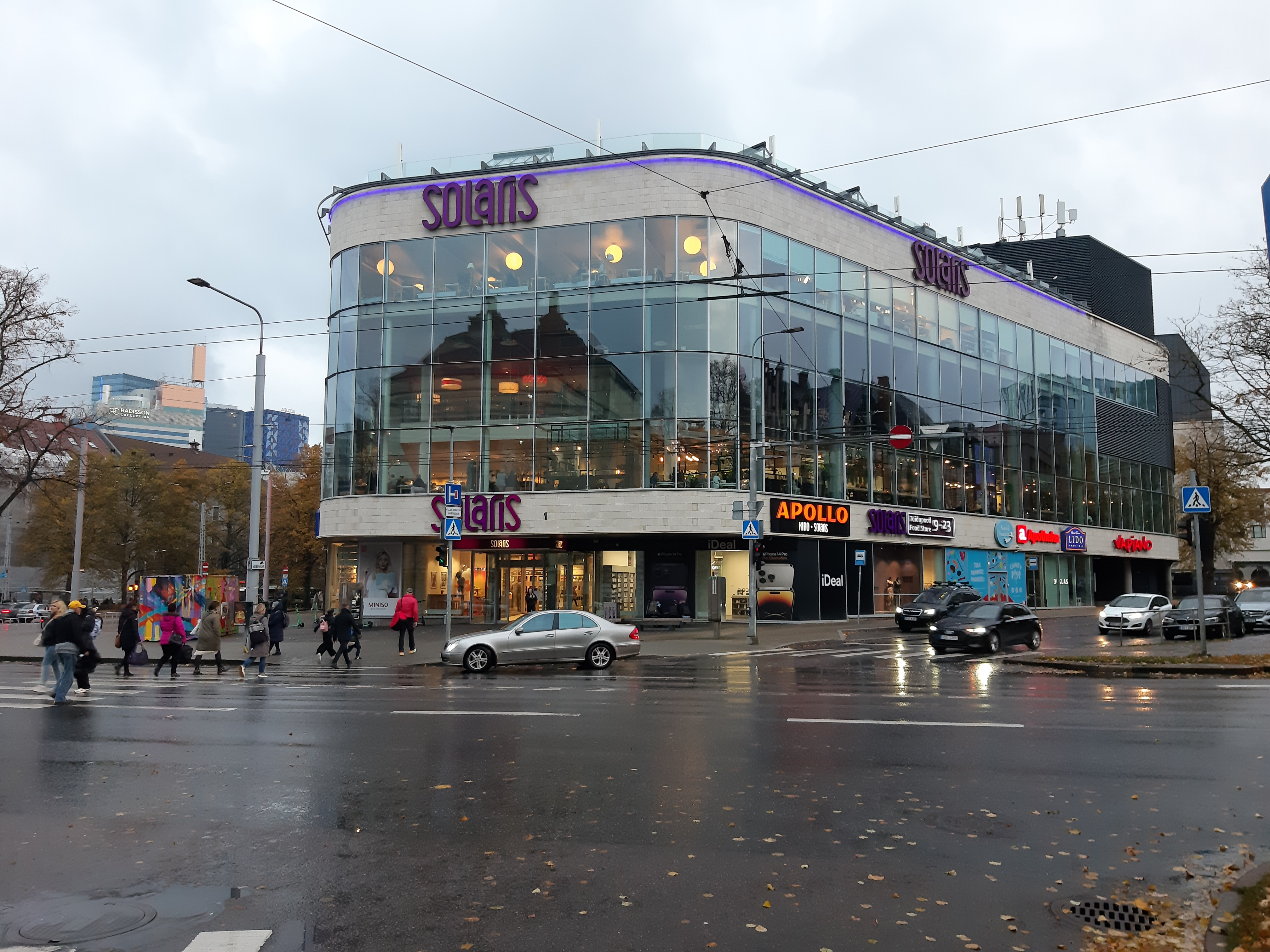
Solarise keskus en 2022.
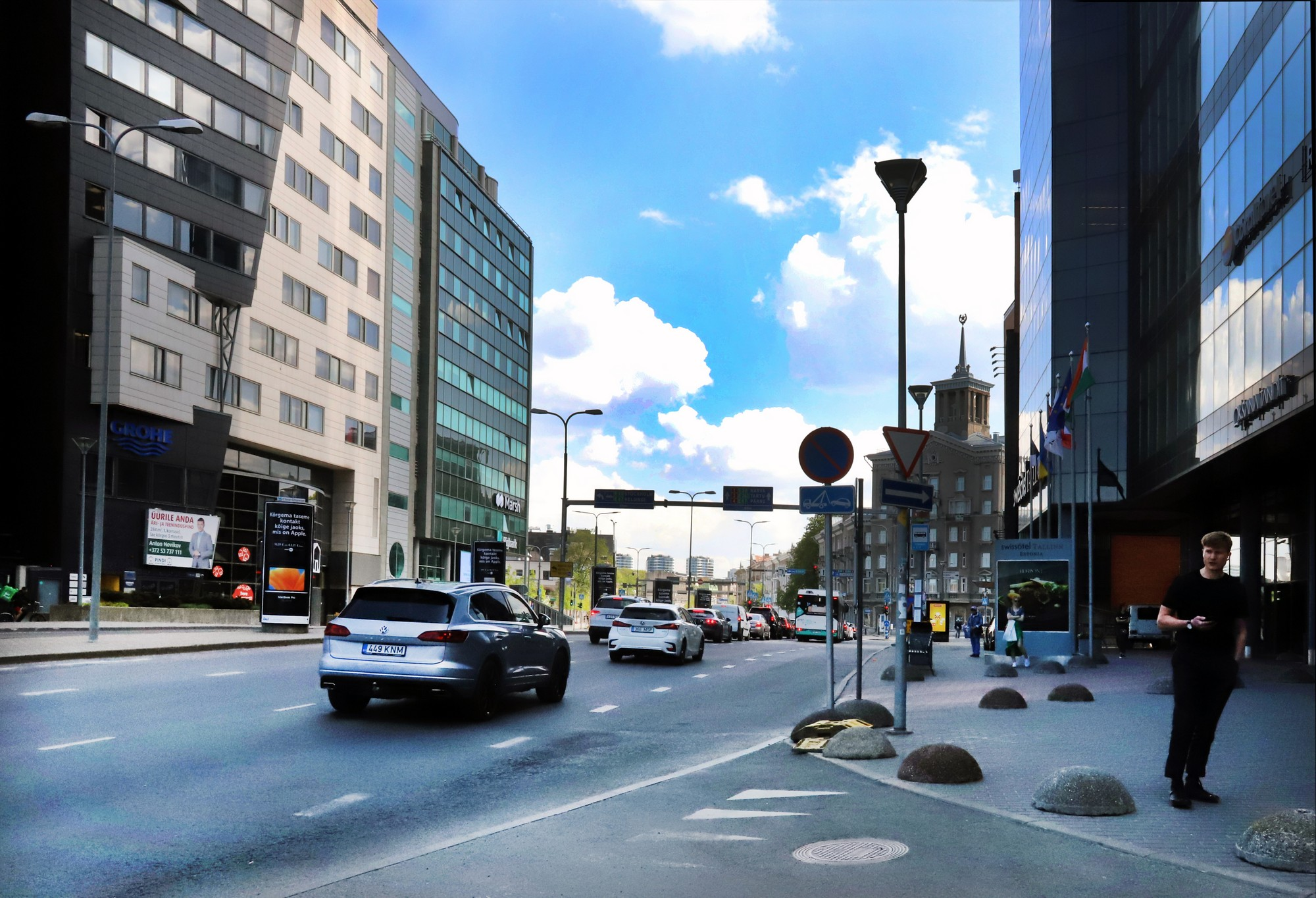
Rävala puiestee en 2023.
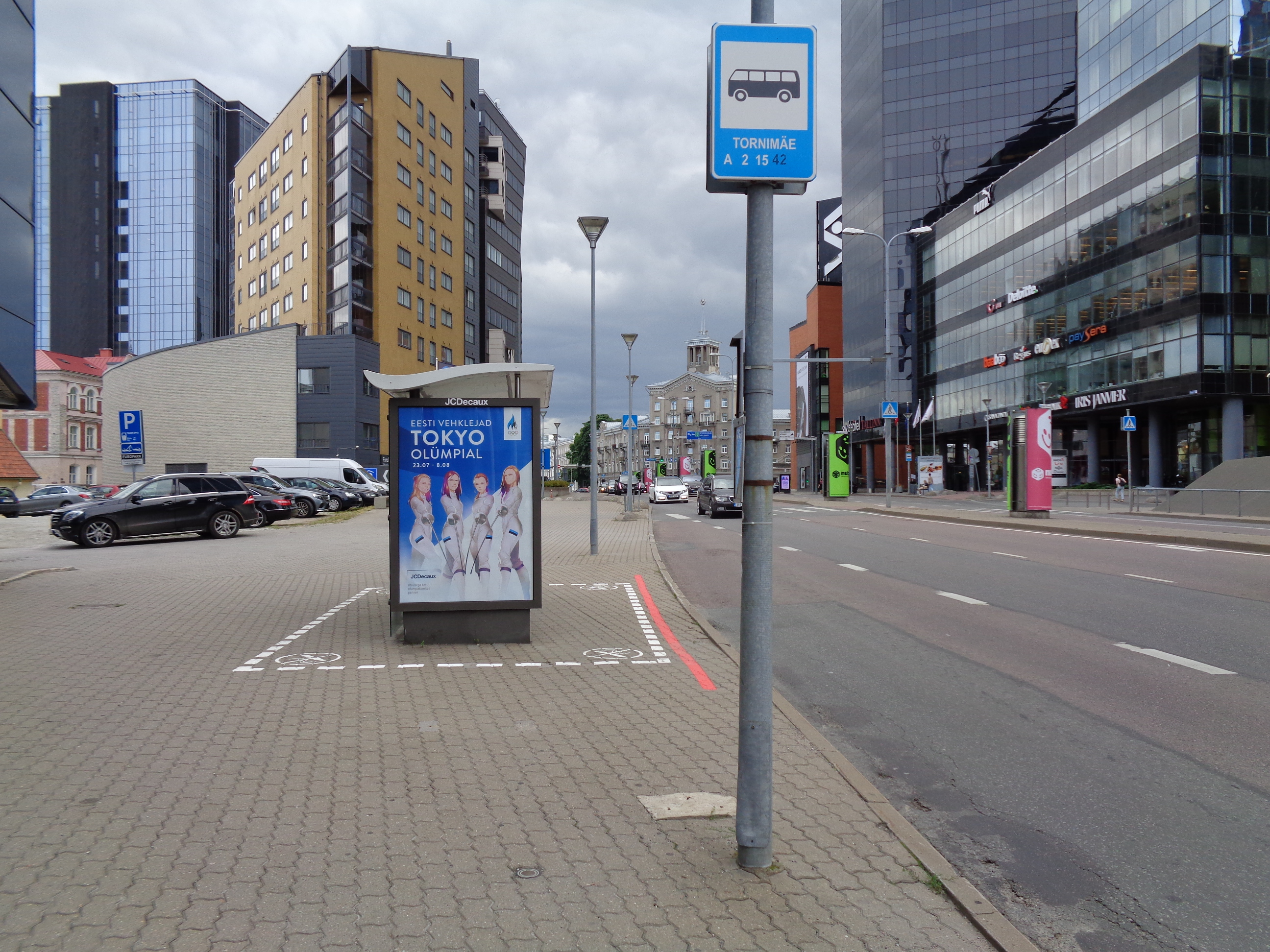
Arrêt de bus sur Ravala puiestee en 2021.